# La Almunia de Doña Godina
La Almunia de Doña Godina är en ort i Spanien.   Den ligger i provinsen Provincia de Zaragoza och regionen Aragonien, i den nordöstra delen av landet, 230 km nordost om huvudstaden Madrid. La Almunia de Doña Godina ligger 372 meter över havet och antalet invånare är 6 646.
Terrängen runt La Almunia de Doña Godina är platt åt nordost, men åt sydväst är den kuperad.Runt La Almunia de Doña Godina är det ganska glesbefolkat, med 43 invånare per kvadratkilometer. La Almunia de Doña Godina är det största samhället i trakten. Trakten runt La Almunia de Doña Godina består till största delen av jordbruksmark.